# Ssaki
Ssaki (tradução para o português: Mamíferos) é um curta-metragem de 1961, escrito e dirigido pelo cineasta Roman Polanski. Esse foi o último curta-metragem de Roman Polański, pois, a partir daí, ele começou a trabalhar em seu primeiro filme, Nóż w wodzie.
Ssaki recebeu prêmios em Oberhausen e Melbourne.